# John Tembo
Pour les articles homonymes, voir Tembo.
John Zenus Ungapake Tembo (14 septembre 1932-27 septembre 2023) est un homme politique et enseignant malawite. Il occupes des postes de ministres de premiers plans dans le gouvernement du président à vie Hastings Banda. Décrit comme « physiquement léger, ascétique, méticuleux » et « rusé », il occupe la fonction de président du Parti du congrès du Malawi (MCP) de 2003 à août 2013.

## Biographie
Né dans le district de Dedza de la région centrale, son père, Zenus Ungapake Tembo, est ministre de l'église presbytérienne d'Afrique centrale. Après des études dans plusieurs écoles secondaires dont celle de Blanthyre, il fréquente l'Université nationale du Lesotho (aussi connu sous le nom de collège Pie-XII) à Roma au Lesotho où il gradue avec un bachelor of arts philosophie politique. Il enseigne ensuite brièvement dans une école secondaire de Dedza avant d'occuper un autre poste d'enseignant à l'école secondaire Robert Blake du district de Dowa en 1958.
En 1960, deux ans après l'arrivée d'Hastings Banda en provenance du Ghana et revenu pour mener le combat colonial contre l'occupant britannique, Tembo est invité à siéger au parlement en tant que représentant la circonscription de Dedza South.
Élu à l'assemblée législative du Nyassaland en 1961, trois ans avant l'indépendance, il devient le second ministre des Finances du Malawi (en). Le poste devait initiale revenir à Dunduzu Chisiza (en), mais ce dernier meurt dans un accident de voiture en 1962. Malgré la Crise du cabinet malawite de 1964 (en), Tembo est le seul ministre à ne pas démissionner.

### Relation avec Banda
Enclin à prendre des décisions unilatérales, il permet la tenue de la Semaine de la Jeunesse de 1974 à Lilongwe pour coïncider avec l'inauguration de la « Nouvelle capitale » sans l'accord de Banda. Humilié, ce dernier réprimande Tembo devant Gwanda Chakuamba et le force à réorganiser l'évènement à Blanthyre à un coût très élevé pour les finances du pays. Banda procède ensuite à la destitution de Tembo en le reléguant à un poste de subalterne de gouverneur de la Banque de réserve et président honoraire du Conseil universitaire. Les relations entre Tembo et Banda se dégradent malgré les efforts de Cecilia Kadzamira. La connaissance de la langue Chichewa, permet à Tembo de retrouver sa position auprès de Banda suite au renvoi dans la disgrâce de l'interprète John Msonthi (en).
Lorsque le Malawi devient une république en 1966, Tembo redevient ministre des Finances. Soutien de premières heures de l'accession de Banda au titre de président à vie, Banda récompense son ministre en lui offrant des études de troisième cycle à la banque centrale de Grande-Bretagne et de France. Ces études permettent à Tembo de devenir par la suite gouverneur de la Banque de réserve du Malawi pendant 13 ans.
Soutien de premier plan du régime de Banda et devant la nécessité de moderniser le régime, Tembo est libéré de ses fonctions à la banque centrale pour étudier le fonctionnement de la démocratie au Congrès des États-Unis pendant une sabbatique de deux ans. De retour au pays en 1989, Banda le nomme ministre sans portefeuille.
Avec la santé chancelante de Banda, Cecilia Kadzamira tente de pousser Tembo, alors figure politique discrete, au devant le scène politique. Considéré par Banda comme une branche parallèle du MCP, les soutiens de Tembo se retrouve persécutés. En dirigeant machiavélique, Banda décide de choisir l'ancien rival de Tembo, Gwanda Chakuamba, en tant que colistier lors de l'élections présidentielles de 1994 (première élection multipartites du pays).
En janvier 1995 et peu après la défaite de Banda devant Bakili Muluzi du Front démocratique uni (UDF), Tembo et Mama sont mis en cause dans une affaires de meurtres de politiciens malawites en 1983. Après un acquittement et le décès de Banda en 1997, Tembo tente de prendre la direction du Parti du congrès mais en est empêché par une injonction de la haute cour qui entraîne son expulsion de l'assemblée nationale. Avec l'aide de MCP parallèle, il parvient tout de même à prendre le contrôle du MCP au profit de Chakuamba.

### Élection de 2004
Candidat officiel du MCP lors de l'élection présidentielle de 2004, Tembo termine deuxième, avec 27 % des votes, derrière Bingu wa Mutharika de l'UDF et devant Chakuamba de la Coalition Mgwirizano (en).
En août 2007, Tembo refuse un accord avec Chakuamba de former une coalition et indique que le MCP compte participer sous son propre nom seulement lors de l'élection de 2009,.

### Élection de 2009
Choisit unanimement candidat du MCP pour la présidentielle de 2009, Tembo termine derrière Mutharika qui est réélu. Il siège alors comme chef de l'opposition de 2009 à 2014.
En septembre 2013, après plus de 50 ans de vie politique, Tembo annonce ne pas se représenter lors des élections législatives de 2014.

## Dernières années
Tembo meurt d'une pneumonie en septembre 2023, à l'âge de 91 ans,,.